# 遠視
远视（far-sightedness，hyperopia，hypermetropia）是在调节放松状态下，来自5米以外的平行光线经眼球屈光系统后，只能在视网膜後聚焦成像的现象，属于一种屈光不正性眼病，以视远物较视近物清楚为主要表现。
低度远视的患者因为眼球调节紧张，可能远、近视力都可测得正常，但容易发生视疲劳症状。高度远视，则远近都看不清。
新生儿出生時基本上都是远视，但随着新生儿年龄的增长，遠視情況逐渐减少。6岁时有8%的兒童遠視，15岁时为1%。然而人類在40岁之后，遠視再次变得普遍，此時大约一半的人會遠視。40歲左右的轻度遠視患者因为调节功能下降會看不清远距離的事物；中度和重度的患者因为调节能力欠佳導致无论多近都看不清晰。
近視是相似但方向相反的情況。

## 成因
- 先天性眼球過短。

使用远视眼镜（凸透镜）矫正远视眼

- 屈光介质（如房水、晶狀體）屈光力不足（折射率低）。
- 角膜曲率半径过大，即角膜较平；晶状体表面曲率半径过大，即晶状体表面过平。

## 矯正
患者可配帶配備凸透鏡的眼鏡，以矯正視力。